# North Wales Coast Line
| |                                    |                                            |                                            |
| Streckenlänge: | 170 km                             |                                            |                                            |
| Spurweite: | 1435 mm (Normalspur)               |                                            |                                            |
| Streckengeschwindigkeit: | 90 mph = 145 km/h                  |                                            |                                            |
| Zweigleisigkeit: | durchgehend, außer Britanniabrücke |                                            |                                            |
| |                                    |                                            |                                            |
| \| \| \| West Coast Main Line \| \| \| \| von Derby \| \| \| \| von Newport (Welsh Marches Line) \| \| \| \| Crewe \| \| \| \| nach Manchester (West Coast Main Line) \| \| \| \| West Coast Main Line \| \| \| \| von Manchester \| \| \| \| Chester \| \| \| \| nach/von Birkenhead \| \| \| \| nach Shrewsbury \| \| \| \| Shotton Bidston–Wrexham (Borderlands Line) \| \| \| \| Flint \| \| \| \| Prestatyn \| \| \| \| Rhyl \| \| \| \| Abergele \| \| \| \| Colwyn Bay \| \| \| \| von Blaenau Ffestiniog (Conwy Valley Line) \| \| \| \| Llandudno Junction \| \| \| \| nach Llandudno (Conwy Valley Line) \| \| \| \| Conwy Railway Bridge \| \| \| \| Conwy \| \| \| \| Penmaenmawr \| \| \| \| Llanfairfechan \| \| \| \| Bangor \| \| \| \| Britanniabrücke (Menaistraße) \| \| \| \| Llanfairpwll \| \| \| \| nach Anglesey (Anglesey Central Railway) \| \| \| \| Bodorgan \| \| \| \| Tŷ Croes \| \| \| \| Rhosneigr \| \| \| \| Valley Gütergleis zum Kernkraftwerk Wylfa \| \| \| \| Holyhead \| |                                    |                                            |                                            |
| Strecke |                                    | West Coast Main Line                       | West Coast Main Line                       |
| Abzweig geradeaus und von rechts |                                    | von Derby                                  | von Derby                                  |
| Abzweig geradeaus und von links |                                    | von Newport (Welsh Marches Line)           | von Newport (Welsh Marches Line)           |
| Bahnhof |                                    | Crewe                                      | Crewe                                      |
| Abzweig geradeaus und nach rechts |                                    | nach Manchester (West Coast Main Line)     | nach Manchester (West Coast Main Line)     |
| Abzweig geradeaus und nach rechts |                                    | West Coast Main Line                       | West Coast Main Line                       |
| Abzweig geradeaus und von rechts |                                    | von Manchester                             | von Manchester                             |
| Bahnhof |                                    | Chester                                    | Chester                                    |
| Abzweig geradeaus, nach rechts und von rechts |                                    | nach/von Birkenhead                        | nach/von Birkenhead                        |
| Abzweig geradeaus und nach links |                                    | nach Shrewsbury                            | nach Shrewsbury                            |
| Turmhaltepunkt geradeaus unten |                                    | Shotton Bidston–Wrexham (Borderlands Line) | Shotton Bidston–Wrexham (Borderlands Line) |
| Haltepunkt / Haltestelle |                                    | Flint                                      | Flint                                      |
| Haltepunkt / Haltestelle |                                    | Prestatyn                                  | Prestatyn                                  |
| Bahnhof |                                    | Rhyl                                       | Rhyl                                       |
| Haltepunkt / Haltestelle |                                    | Abergele                                   | Abergele                                   |
| Haltepunkt / Haltestelle |                                    | Colwyn Bay                                 | Colwyn Bay                                 |
| Abzweig geradeaus und von links |                                    | von Blaenau Ffestiniog (Conwy Valley Line) | von Blaenau Ffestiniog (Conwy Valley Line) |
| Bahnhof |                                    | Llandudno Junction                         | Llandudno Junction                         |
| Abzweig geradeaus und nach rechts |                                    | nach Llandudno (Conwy Valley Line)         | nach Llandudno (Conwy Valley Line)         |
| Brücke über Wasserlauf |                                    | Conwy Railway Bridge                       | Conwy Railway Bridge                       |
| Bahnhof |                                    | Conwy                                      | Conwy                                      |
| Haltepunkt / Haltestelle |                                    | Penmaenmawr                                | Penmaenmawr                                |
| Haltepunkt / Haltestelle |                                    | Llanfairfechan                             | Llanfairfechan                             |
| Bahnhof |                                    | Bangor                                     | Bangor                                     |
| Brücke über Wasserlauf |                                    | Britanniabrücke (Menaistraße)              | Britanniabrücke (Menaistraße)              |
| Bahnhof |                                    | Llanfairpwll                               | Llanfairpwll                               |
| Abzweig geradeaus und ehemals nach rechts |                                    | nach Anglesey (Anglesey Central Railway)   | nach Anglesey (Anglesey Central Railway)   |
| Haltepunkt / Haltestelle |                                    | Bodorgan                                   | Bodorgan                                   |
| Haltepunkt / Haltestelle |                                    | Tŷ Croes                                   | Tŷ Croes                                   |
| Haltepunkt / Haltestelle |                                    | Rhosneigr                                  | Rhosneigr                                  |
| Bahnhof |                                    | Valley Gütergleis zum Kernkraftwerk Wylfa  | Valley Gütergleis zum Kernkraftwerk Wylfa  |
| Kopfbahnhof Streckenende |                                    | Holyhead                                   | Holyhead                                   |

Die North Wales Coast Line (walisisch Rheilffordd Arfordir Gogledd Cymru), auch North Wales Coast Railway oder North Wales Main Line genannt, ist eine Eisenbahnstrecke im Norden von Wales. Sie verbindet Holyhead auf Anglesey mit der Stadt Crewe im Nordwesten Englands.

## Geschichte

### Errichtung und Inbetriebnahme
Der erste Abschnitt mit einer Länge von 34 Kilometern wurde 1840 zwischen Crewe und Chester eröffnet. Der Bauingenieur war Robert Stephenson und der Bauunternehmer Thomas Brassey. Die Teilstrecke wurde von der Chester and Crewe Railway gebaut und kurz vor ihrer Eröffnung 1840 von der Grand Junction Railway übernommen.
Der Rest der Strecke wurde ab dem 1. März 1845 von der Chester and Holyhead Railway Company errichtet.

### Betrieb
Die Strecke diente insbesondere der schnelleren Post- und Passagierbeförderung von London über Holyhead nach Dublin. Vom 1. August 1848 bis 2002 wurde die Strecke von den Irish-Mail-Schnellzügen befahren. Im Jahr 1859 wurde diese Strecke von der London and North Western Railway übernommen.
Die Strecke war im 19. und Anfang des 20. Jahrhunderts so wichtig, dass an Mochdre, das zwischen Colwyn Bay und Llandudno Junction liegt, erstmals experimentelle Tröge zur Wasseraufnahme der Dampflokomotiven während der Fahrt installiert wurden. Zwischen Colwyn Bay und Chester wurde die Strecke später ausgebaut, derzeit sind aber nur noch zwei Gleise auf der Strecke in Betrieb.
Die wichtigsten durchgehenden Passagierverbindungen auf der Strecke sind von London Euston nach Holyhead, Bangor, Chester und Wrexham General, die von Avanti West Coast betrieben werden, sowie von Crewe nach Holyhead, Cardiff nach Holyhead und Manchester nach Llandudno, die derzeit von Transport for Wales Rail betrieben werden. Es gibt einen Anschluss von Holyhead nach Dublin Ferryport mit schnellen Autofähren, die von der Stena Line betrieben werden, mit denen die Überfahrt 3:15 Stunden dauert.

### Mögliche Elektrifizierung
Es gibt Forderungen nach einer Elektrifizierung der Strecke, um Züge über die High Speed 2 Richtung London und Birmingham fahren zu lassen.

### Unfälle
Am 24. Mai 1847 stürzte beim Eisenbahnunfall auf der Dee-Brücke die Eisenbahnbrücke über den Dee ein, wodurch fünf Menschen starben.
Am 20. August 1868 kollidierte beim Eisenbahnunfall von Abergele ein Schnellzug mit entlaufenen Güterwagen. Der Zusammenstoß und der anschließende Brand forderten 33 Tote.